# 메그 틸리
메그 틸리(영어: Meg Tilly, 1960년 2월 14일 ~ )는 미국과 캐나다의 배우, 소설가이다. 1985년에 개봉한 영화 《신의 아그네스》로 1986년 제43회 골든 글로브상 영화 부문 여우조연상을 수상하고 제58회 아카데미상 여우조연상 후보에 올랐다. 배우 제니퍼 틸리의 여동생이다.

## 출연 작품

### 영화
- 페임 (1980)
- 싸이코 2 (1983)
- 새로운 탄생 (1983)
- 신의 아그네스 (1985)
- 흔들리는 여자 (1988)
- 발몽 (1989)
- 불륜의 방랑아 (1990)
- 보디 에일리언 (1993)
- 워 머신 (2017)

### 텔레비전
- 카프리카 (2010)